# Jan Skogh
Jan Skogh (25 maggio 1941 – 8 gennaio 2019) è stato uno schermidore svedese, vincitore di una medaglia di bronzo ai campionati mondiali di scherma.